# Hebron, Texas
Hebron là một thị trấn thuộc quận Denton, tiểu bang Texas, Hoa Kỳ. Năm 2010, dân số của thị trấn này là 415 người.

## Dân số
- Dân số năm 2000: 874 người.
- Dân số năm 2010: 415 người.